# SARAH (sarahのシングル)
「SARAH」（サラ）は、sarahの10枚目のシングル。1999年11月21日にZEBRAZONEから発売された。

## 概要
- ZEBRAZONE移籍後の1枚目のシングル[2]。
- 前作まではNADÈGEがサウンドプロデュースをしていたが、今作からは佐藤正治がサウンドプロデュースを担当している。
- 前作までのフォーマットは8cmCDだったが、今作からはマキシシングルとなっている[3]。
- 「存在」は、オリジナルビデオ『続・バブルと寝た女たち』のエンディングテーマとして使用された[4]。
- 「がんばらなくてもいいよ」は、映画『アイ・ラヴ・ユー』の挿入歌として使用された[5]。

## 収録曲
（全編曲：佐藤正治）
1. We're gonna go home [4:57]
作詞：宮沢和史、補作詞・作曲：佐藤正治
2. 存在 [5:07]
作詞：遠藤響子、作曲：佐藤正治
  - オリジナルビデオ『続・バブルと寝た女たち』エンディングテーマ[4]
3. がんばらなくてもいいよ [5:03]
作詞・作曲：遠藤響子
  - 映画『アイ・ラヴ・ユー』挿入歌[5]

## 参加ミュージシャン
| We're gonna go home - プログラミング：佐藤正治 - パーカッション：佐藤正治 - アコースティックギター：告井延隆 - アコースティックベース：早川哲也 存在 - プログラミング：佐藤正治 - パーカッション：佐藤正治 - ブズーキ：告井延隆 - アコースティックベース：早川哲也 がんばらなくてもいいよ - プログラミング：佐藤正治 - パーカッション：佐藤正治 |

## 収録アルバム
| 曲名                | 収録アルバム   | 発売日        | 規格品番   |
| ------------------- | -------------- | ------------- | ---------- |
| We're gonna go home | 『優しい日々』 | 2000年5月24日 | TECN-30633 |

## スタッフクレジット
| サウンドプロデューサー       | 佐藤正治、sarah                                                    |
| A&R                          | 野口晃（テイチクレコード）                                         |
| レコーディングエンジニア     | 赤川新一                                                           |
| ミキシングエンジニア         | 赤川新一                                                           |
| プログラミング               | 草間敬                                                             |
| ミックス                     | 草間敬                                                             |
| マスタリングエンジニア       | 原田光晴                                                           |
| プロモーションスタッフ       | Takahiro Koizumi（テイチクレコード）、大江敏雄（テイチクレコード） |
| アートディレクション         | 原伸一                                                             |
| デザイン                     | Shigeru Kasai（Rice）                                              |
| フォトグラフィ               | 宅間國博                                                           |
| スーパービジョン             | 新井雄貴（ビーンズ）                                               |
| エグゼクティブプロデューサー | 庄司孝之（テイチクレコード）                                       |